# 刈羽黒姫山
刈羽黒姫山（かりわくろひめさん）とは新潟県柏崎市に位置する山である。標高891m。刈羽三山のひとつ。地元では単に黒姫山と呼ばれる。
大地の芸術祭(2006)作品、リチャード・ディーコンの「マウンテン」(十日町市松代地区桐山)は刈羽黒姫山を指呼の間に望む。